# Leval (Nord)
Pour les articles homonymes, voir Leval.
Leval est une commune française située dans le département du Nord (59), en région Hauts-de-France.

## Géographie

### Communes limitrophes
| Berlaimont          | Aulnoye-Aymeries    |                     |
| Sassegnies          | Leval               | Monceau-Saint-Waast |
| Noyelles-sur-Sambre | Dompierre-sur-Helpe |                     |

### Hydrographie

#### Réseau hydrographique
La commune est située dans le bassin Artois-Picardie. Elle est drainée par la Sambre canalisée, la Tarsy, le ruisseau des Mortiers, le fossé du Roy et divers autres petits cours d'eau,.
La Sambre canalisée est un canal, chenal et un cours d'eau naturel, d'une longueur de 101 km, qui prend sa source dans la commune de Rejet-de-Beaulieu, s'écoule vers le nord-est et franchit la frontière belge au droit de Jeumont. Les caractéristiques hydrologiques de la Sambre canalisée sont données par la station hydrologique située sur la commune. Le débit moyen journalier maximum est de 94,3 m3/s, atteint lors de la crue du 31 janvier 2021. Le débit instantané maximal est quant à lui de 95,6 m3/s, atteint le 1er février 2021.
La Tarsy, d'une longueur de 15 km, prend sa source dans la commune de Beugnies et se jette  dans la Sambre canalisée sur la commune, après avoir traversé huit communes. Les caractéristiques hydrologiques de la Tarsy sont données par la station hydrologique située sur la commune. Le débit moyen mensuel est de 0,307 m3/s. Le débit moyen journalier maximum est de 6,74 m3/s, atteint lors de la crue du 11 mars 2008. Le débit instantané maximal est quant à lui de 10,1 m3/s, atteint le même jour.

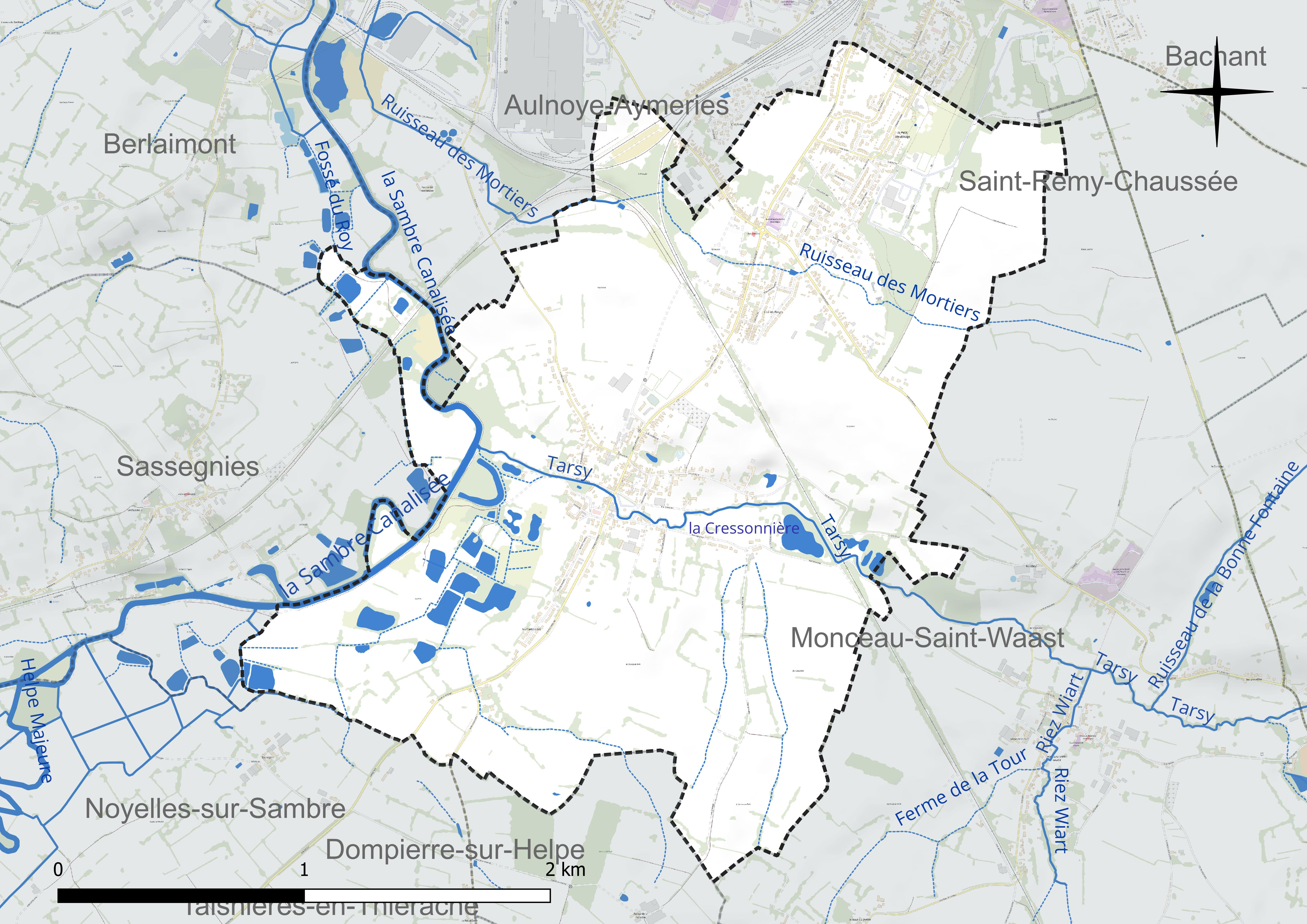
Réseau hydrographique de Leval.

Un plan d'eau complète le réseau hydrographique : la Cressonnière (1,7 ha),.

#### Gestion et qualité des eaux
Le territoire communal est couvert par le schéma d'aménagement et de gestion des eaux (SAGE) « Sambre ». Ce document de planification concerne un territoire de 1 253 km2 de superficie, délimité par le bassin versant de la Sambre. Le périmètre a été arrêté le 1er novembre 2003 et le SAGE proprement dit a été approuvé le 21 septembre 2012, puis modifié le 18 août 2022. La structure porteuse de l'élaboration et de la mise en œuvre est le syndicat mixte du Parc naturel régional de l'Avesnois. 
La qualité des cours d'eau peut être consultée sur un site dédié géré par les agences de l'eau et l'Agence française pour la biodiversité. 

### Climat
Pour des articles plus généraux, voir Climat des Hauts-de-France et Climat du Nord.
En 2010, le climat de la commune est de type climat des marges montargnardes, selon une étude du CNRS s'appuyant sur une série de données couvrant la période 1971-2000. En 2020, Météo-France publie une typologie des climats de la France métropolitaine dans laquelle la commune est exposée à un climat océanique altéré et est dans la région climatique  Nord-est du bassin Parisien, caractérisée par un ensoleillement médiocre, une pluviométrie moyenne régulièrement répartie au cours de l'année et un hiver froid (3 °C). 
Pour la période 1971-2000, la température annuelle moyenne est de 10 °C, avec une amplitude thermique annuelle de 14,9 °C. Le cumul annuel moyen de précipitations est de 843 mm, avec 12,7 jours de précipitations en janvier et 9,4 jours en juillet. Pour la période 1991-2020, la température moyenne annuelle observée sur la station météorologique la plus proche, située sur la commune de Saint-Hilaire-sur-Helpe à 8 km à vol d'oiseau, est de 10,5 °C et le cumul annuel moyen de précipitations est de 802,4 mm,. Pour l'avenir, les paramètres climatiques de la commune estimés pour 2050 selon différents scénarios d'émission de gaz à effet de serre sont consultables sur un site dédié publié par Météo-France en novembre 2022.

## Urbanisme

### Typologie
Au 1er janvier 2024, Leval est catégorisée ceinture urbaine, selon la nouvelle grille communale de densité à sept niveaux définie par l'Insee en 2022.
Elle appartient à l'unité urbaine de Maubeuge (partie française), une agglomération internationale regroupant 22  communes, dont elle est une commune de la banlieue,,. Par ailleurs la commune fait partie de l'aire d'attraction de Maubeuge (partie française), dont elle est une commune de la couronne,. Cette aire, qui regroupe 65 communes, est catégorisée dans les aires de 50 000 à moins de 200 000 habitants,.

### Occupation des sols
L'occupation des sols de la commune, telle qu'elle ressort de la base de données européenne d'occupation biophysique des sols Corine Land Cover (CLC), est marquée par l'importance des territoires agricoles (67,6 % en 2018), en diminution par rapport à 1990 (71,7 %). La répartition détaillée en 2018 est la suivante : 
terres arables (40,6 %), prairies (27 %), zones urbanisées (21,4 %), zones humides intérieures (10,7 %), zones industrielles ou commerciales et réseaux de communication (0,3 %). L'évolution de l'occupation des sols de la commune et de ses infrastructures peut être observée sur les différentes représentations cartographiques du territoire : la carte de Cassini (XVIIIe siècle), la carte d'état-major (1820-1866) et les cartes ou photos aériennes de l'IGN pour la période actuelle (1950 à aujourd'hui).

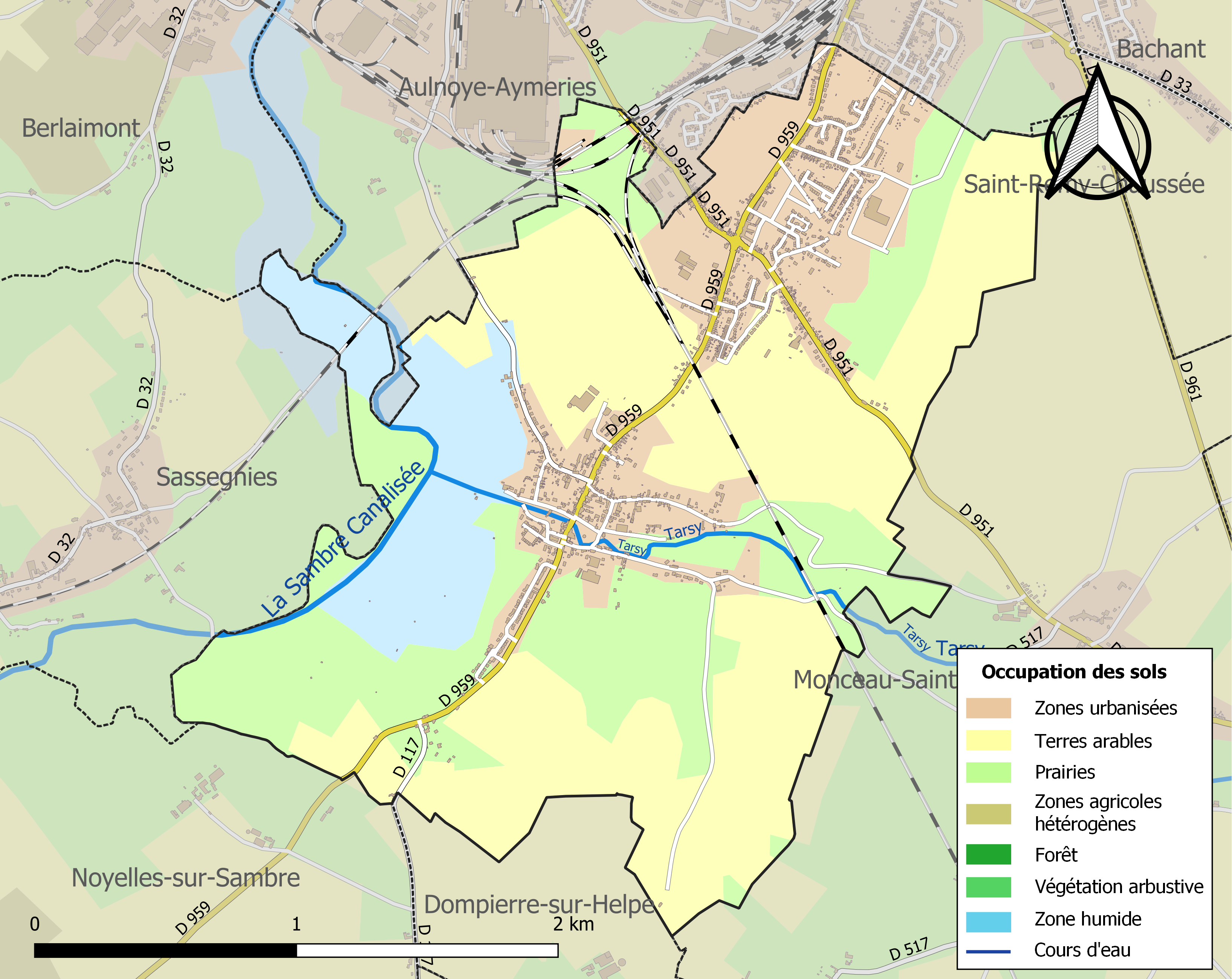
Carte des infrastructures et de l'occupation des sols de la commune en 2018 (CLC).

### Voies de communication et transports
La gare de Leval est desservie par des trains TER Hauts-de-France assurant des liaisons entre les gares de Valenciennes ou d'Aulnoye-Aymeries et d'Hirson.
La commune est desservie, en 2024, par la ligne 24 et le service de transport à la demande du réseau Stibus. Elle est également desservie par la ligne 987 du réseau interurbain Arc-en-Ciel 4.

## Politique et administration
Maire de 1802 à 1807 : Jean Bruyerre,.
| Période                                  | Période                        | Identité          | Étiquette | Qualité                                                                       |
| ---------------------------------------- | ------------------------------ | ----------------- | --------- | ----------------------------------------------------------------------------- |
| Les données manquantes sont à compléter. |                                |                   |           |                                                                               |
| 1881                                     | 1888                           | Étienne Bois      |           |                                                                               |
| 1888                                     | 1912                           | Eugène Fontaine   |           |                                                                               |
| 1912                                     | 1916                           | Louis Hecquet     |           |                                                                               |
| 1916                                     | 1919                           | Isidore Pain      |           |                                                                               |
| 1919                                     | 1921                           | Louis Hecquet     |           |                                                                               |
| 1921                                     | 1929                           | Fernand Mainguin  |           |                                                                               |
| 1929                                     | 1935                           | Georges Carion    |           |                                                                               |
| 1935                                     | 1939                           | Fernand Balligand | PCF       | Cheminot                                                                      |
|                                          |                                |                   |           |                                                                               |
| 1944                                     | 1945                           | Fernand Balligand | PCF       | Cheminot                                                                      |
| 1945                                     | 1947                           | Marcel Ringeval   |           |                                                                               |
| octobre 1947                             | mars 1965                      | Fernand Haussort  |           | Ouvrier marbrier                                                              |
| mars 1965                                | mars 1983                      | Gilbert May       |           |                                                                               |
| mars 1983                                | juin 1995                      | Marcellin Objois  | PCF       |                                                                               |
| juin 1995                                | mars 2010                      | Richard Gastout   | PCF       | Restaurateur Décédé en cours de mandat                                        |
| mai 2010                                 | mars 2014                      | Évelyne Hallant   | PCF       | Agent des finances publiques Première adjointe au maire (2008 → 2010)         |
| mars 2014                                | En cours (au 20 novembre 2023) | Jacques Thurette  | PCF       | Ouvrier Premier adjoint au maire (2010 → 2014) Réélu pour le mandat 2020-2026 |

## Catastrophes
Les catastrophes de Leval sont : tempêtes, dont la dernière datant de juin 2011, aucun mort, mais des dégâts : arrachements de barrières, dégâts sur la route, petits objets dont un trampoline encastrés dans divers bâtiments.
Inondations : quand la Tarcy qui traverse Leval-centre déborde en cas de fortes pluies, les eaux peuvent monter jusqu'à 1,80 m dans la place et le kiosque, les pompiers mettent alors des barrières et des panneaux interdisant aux automobilistes et aux piétons de circuler dans les zones à risques, aucun mort lors des inondations, mais des dégâts à déplorer dans les caves des maisons situées au bord de la rivière.

## Population et société

### Démographie

#### Évolution démographique
L'évolution du nombre d'habitants est connue à travers les recensements de la population effectués dans la commune depuis 1793. Pour les communes de moins de 10 000 habitants, une enquête de recensement portant sur toute la population est réalisée tous les cinq ans, les populations de référence des années intermédiaires étant quant à elles estimées par interpolation ou extrapolation. Pour la commune, le premier recensement exhaustif entrant dans le cadre du nouveau dispositif a été réalisé en 2007.

En 2022, la commune comptait 2 483 habitants, en évolution de +0,73 % par rapport à 2016 (Nord : +0,51 %, France hors Mayotte : +2,11 %).
| 1793 | 1800 | 1806 | 1821 | 1831 | 1836 | 1841 | 1846 | 1851 |
| ---- | ---- | ---- | ---- | ---- | ---- | ---- | ---- | ---- |
| 335  | 272  | 400  | 451  | 469  | 498  | 507  | 569  | 654  |

| 1856 | 1861 | 1866 | 1872 | 1876 | 1881 | 1886 | 1891 | 1896 |
| ---- | ---- | ---- | ---- | ---- | ---- | ---- | ---- | ---- |
| 613  | 649  | 638  | 692  | 816  | 869  | 909  | 860  | 868  |

| 1901 | 1906 | 1911 | 1921  | 1926  | 1931  | 1936  | 1946  | 1954  |
| ---- | ---- | ---- | ----- | ----- | ----- | ----- | ----- | ----- |
| 935  | 954  | 953  | 1 036 | 1 170 | 1 421 | 1 546 | 1 354 | 1 753 |

| 1962  | 1968  | 1975  | 1982  | 1990  | 1999  | 2006  | 2007  | 2012  |
| ----- | ----- | ----- | ----- | ----- | ----- | ----- | ----- | ----- |
| 1 890 | 1 916 | 2 401 | 2 598 | 2 591 | 2 393 | 2 264 | 2 246 | 2 433 |

| 2017  | 2022  | - | - | - | - | - | - | - |
| ----- | ----- | - | - | - | - | - | - | - |
| 2 455 | 2 483 | - | - | - | - | - | - | - |

#### Pyramide des âges
La population de la commune est relativement jeune.
En 2018, le taux de personnes d'un âge inférieur à 30 ans s'élève à 36,5 %, soit en dessous de la moyenne départementale (39,5 %). À l'inverse, le taux de personnes d'âge supérieur à 60 ans est de 25,0 % la même année, alors qu'il est de 22,5 % au niveau départemental.
En 2018, la commune comptait 1 157 hommes pour 1 288 femmes, soit un taux de 52,68 % de femmes, légèrement supérieur au taux départemental (51,77 %).
Les pyramides des âges de la commune et du département s'établissent comme suit.
| Hommes | Classe d’âge | Femmes |
| ------ | ------------ | ------ |
| 0,3    | 90 ou +      | 0,8    |
| 5,3    | 75-89 ans    | 8,1    |
| 16,5   | 60-74 ans    | 18,8   |
| 19,2   | 45-59 ans    | 17,7   |
| 20,2   | 30-44 ans    | 19,9   |
| 16,7   | 15-29 ans    | 14,6   |
| 21,8   | 0-14 ans     | 20,1   |

| Hommes | Classe d’âge | Femmes |
| ------ | ------------ | ------ |
| 0,5    | 90 ou +      | 1,4    |
| 5,3    | 75-89 ans    | 8,1    |
| 14,8   | 60-74 ans    | 16,2   |
| 19,1   | 45-59 ans    | 18,4   |
| 19,5   | 30-44 ans    | 18,7   |
| 20,7   | 15-29 ans    | 19,1   |
| 20,2   | 0-14 ans     | 18     |

## Culture locale et patrimoine

### Lieux et monuments

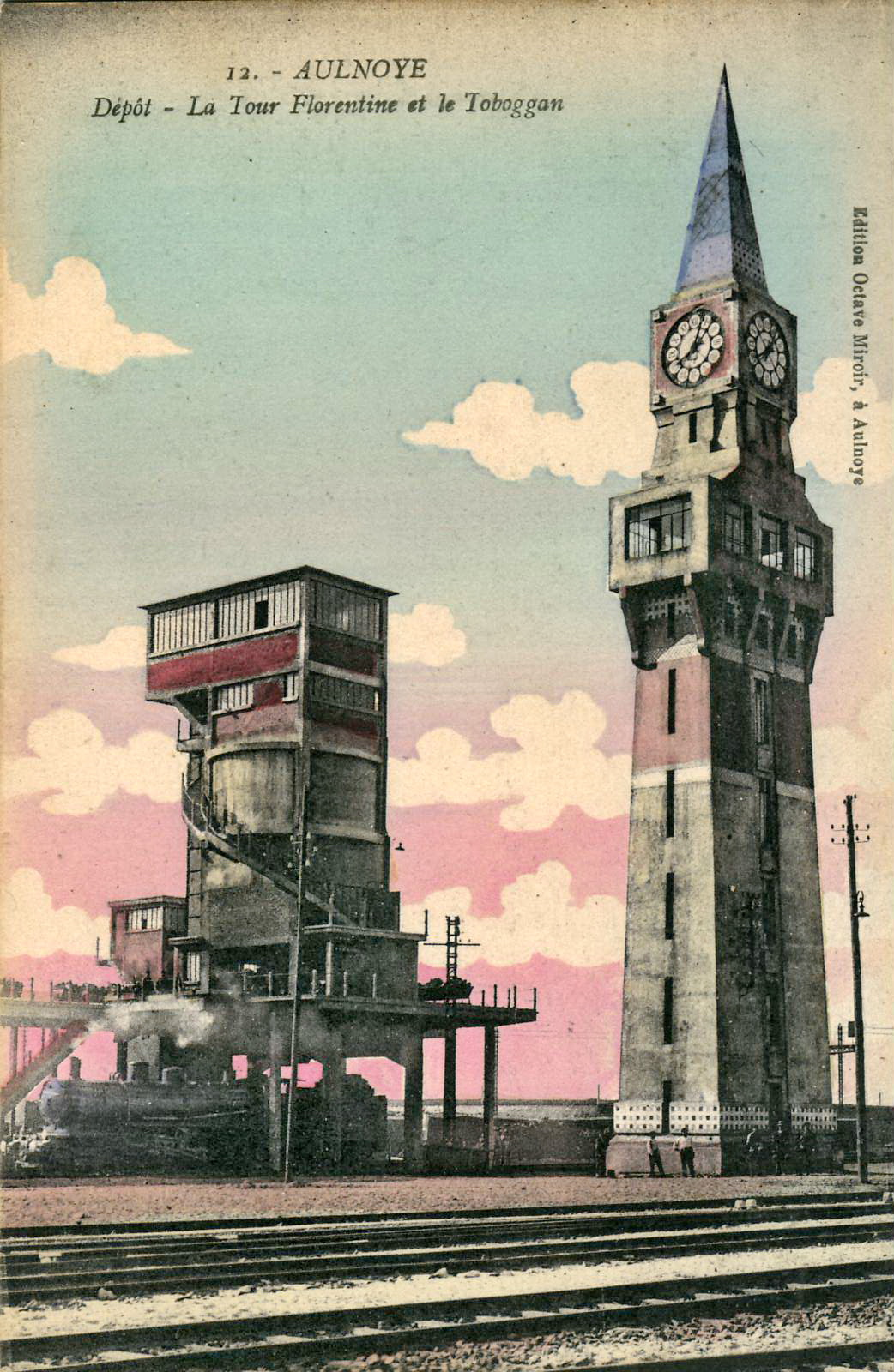
La Tour florentine et le Toboggan de l'ancien dépôt d'Aulnoye-Aymeries

- L'église  de Leval est le centre chrétien à Leval, accueillant les croyants pour la messe ou le catéchisme ;
- En face de l'église se trouve la place principale, constituée d'un kiosque à musique au milieu d'un petit parc autour duquel coule la Tarcy. Ce kiosque, typique de la région de l'Avesnois, servit d'église pour les mariages ou la messe en attendant la reconstruction de l'église officielle, détruite pendant la Seconde Guerre mondiale ;
- Le monument aux morts devant l'église, peint en bleu ;
- La tour d'aiguillage du dépôt de Leval dite tour Florentine ou byzantine, au lieu-dit La Florentine (ou Petit-Maubeuge), datant de 1922, par Gustave Umbdenstock et Raoul Dautry,  Inscrit MH (1999)[37] ;
- Le calvaire sur le D959 ;
- La gare de Leval permet de prendre un train à Leval et non à Aulnoye-Aymeries ;
- Une ancienne brasserie.
- Le site naturel du méandre ou 'bras mort" de la Sambre, est un lieu fort agréable de découverte de la nature. Un programme de rénovation, porté par l'Agglomération Maubeuge Val de Sambre, est en cours.

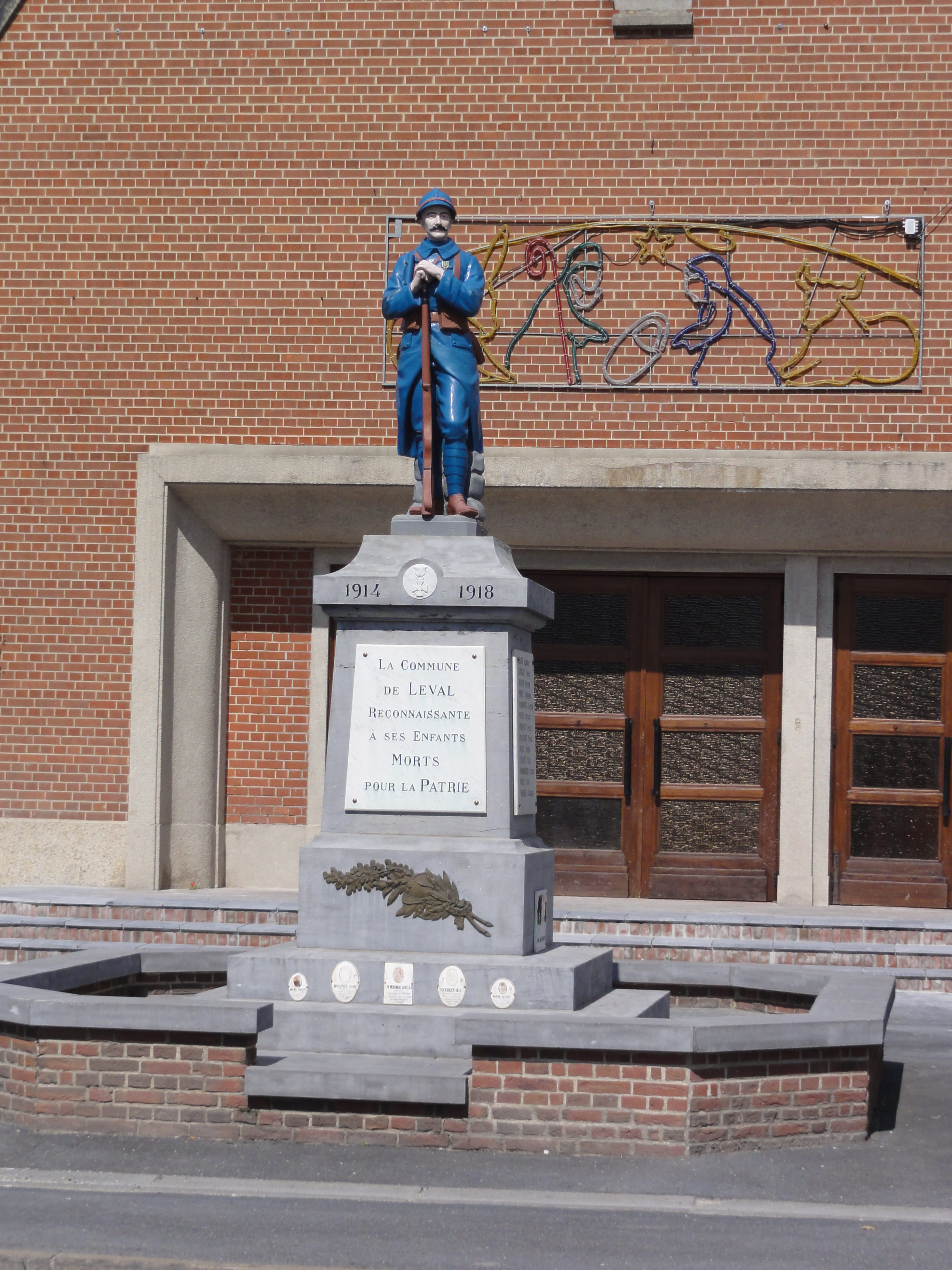
Le monument aux morts
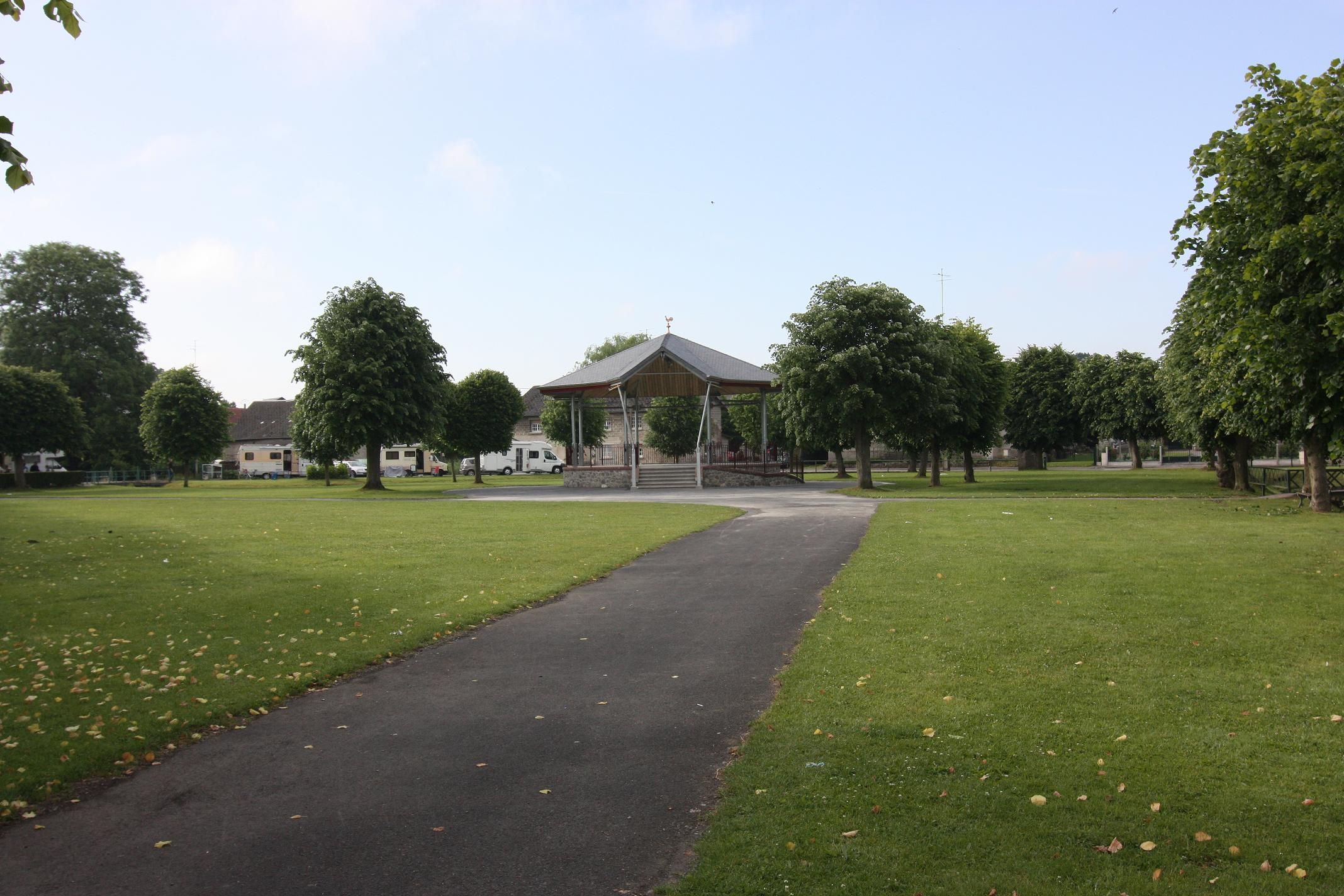
La place principale avec au centre le kiosque à musique
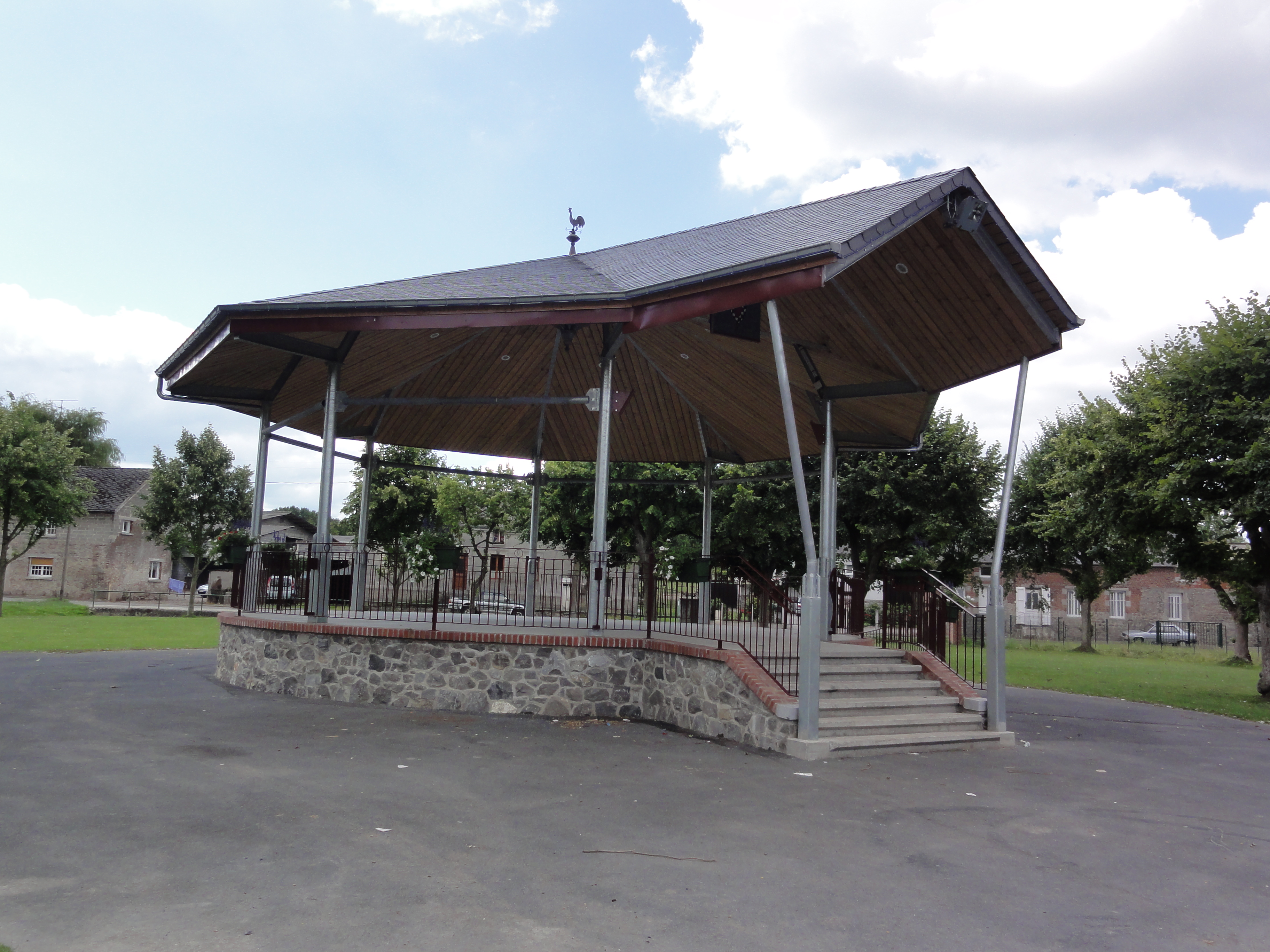
Le kiosque à musique avec son coq au sommet, signe de sa fonction d'église.
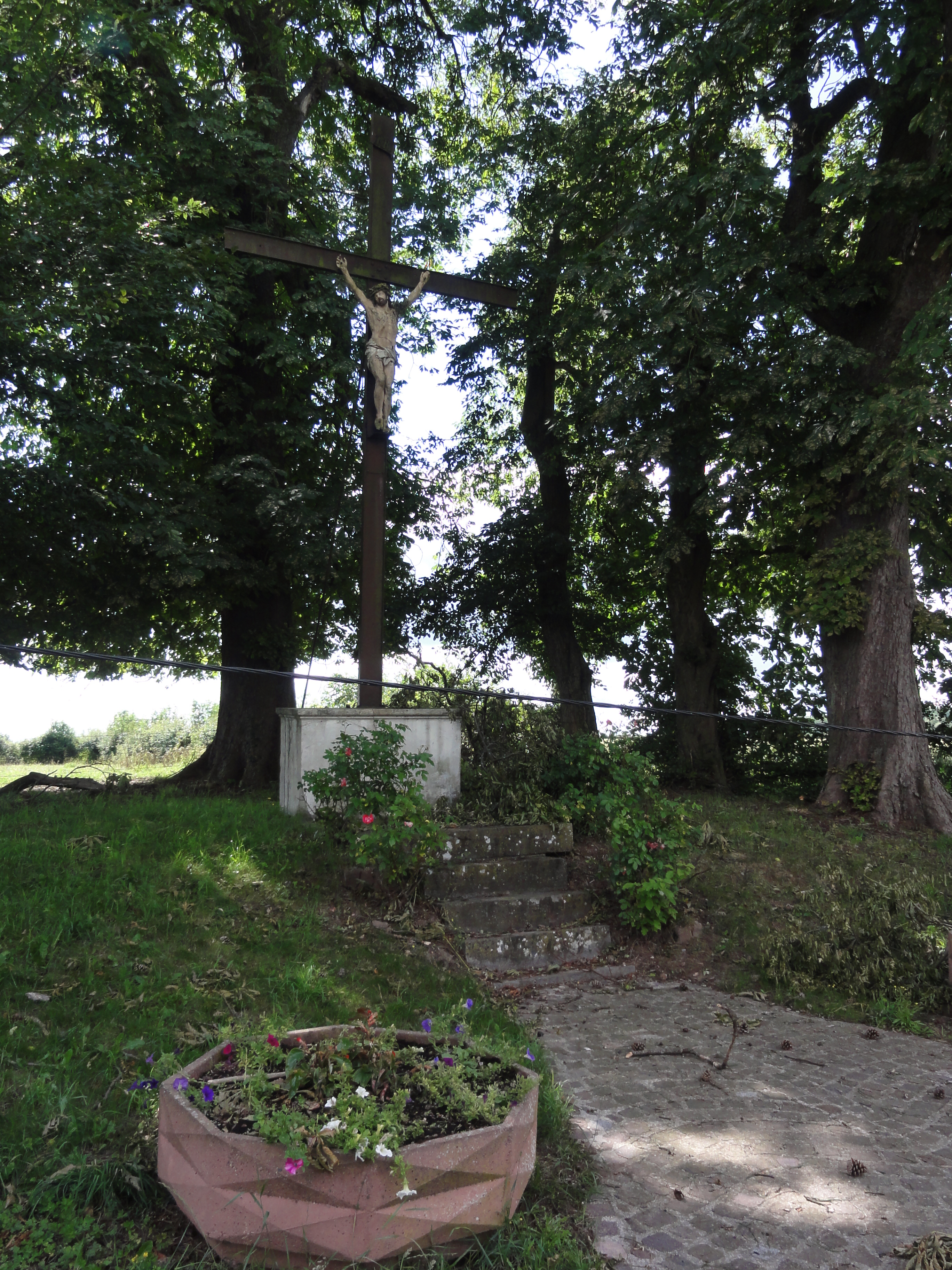
Le calvaire
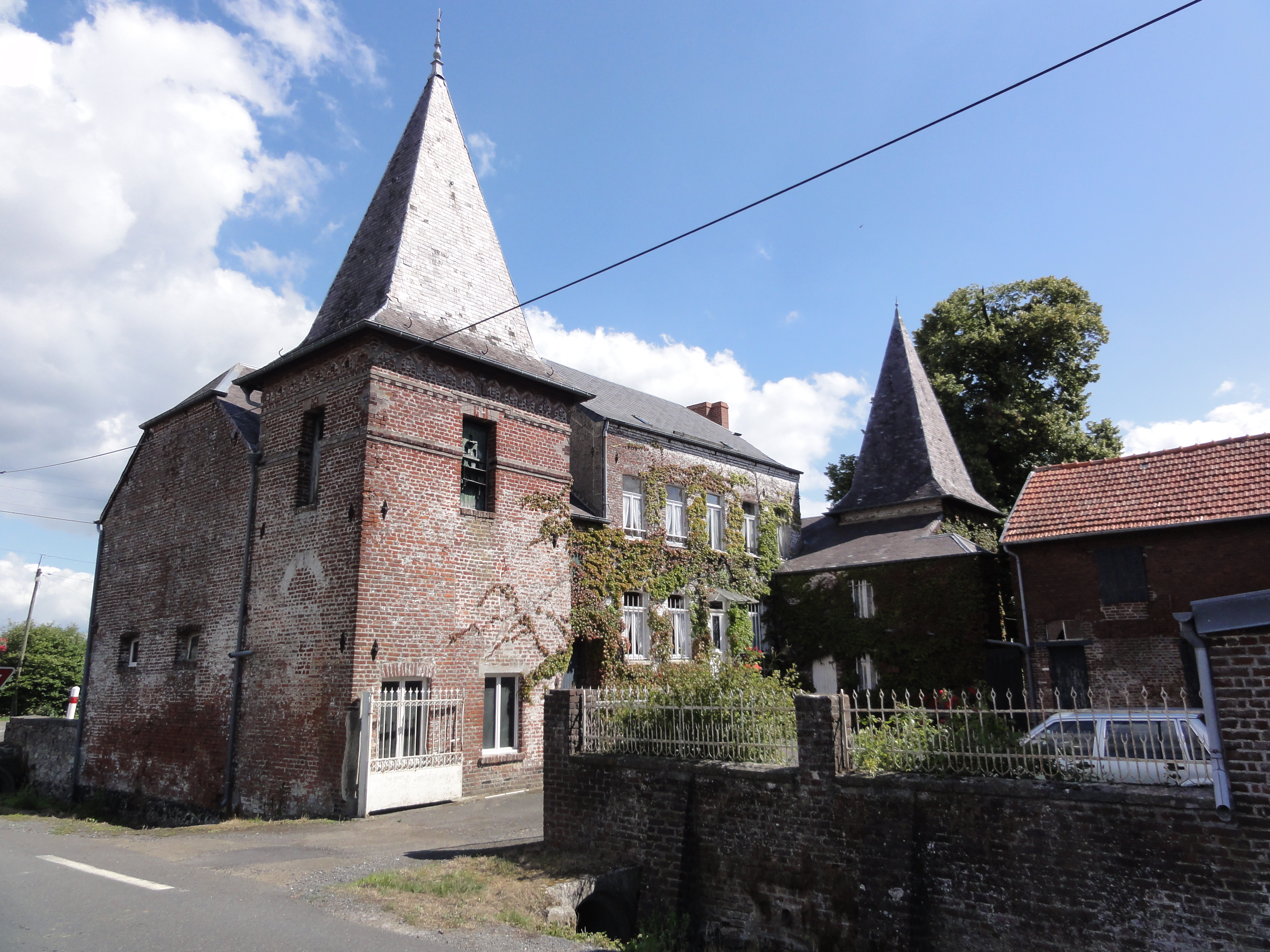
Une maison aux Fontenelles remarquable par ses deux tours-pigeonniers

### Personnalités liées à la commune
Marcel Ringeval, maire de Leval pendant la 2e guerre mondiale. Pour l'honorer, la municipalité lui a donné son nom a la plus grande rue de Leval, la Rue Marcel Ringeval qui traverse entièrement Leval-centre.

### Héraldique
|  | Les armes de Leval se blasonnent ainsi : Echiqueté d'argent et d'azur, à l'écusson de gueules brochant en abîme. |

## Pour approfondir